# Ectropis confusa
Ectropis confusa är en fjärilsart som beskrevs av Butler 1882. Ectropis confusa ingår i släktet Ectropis och familjen mätare. Inga underarter finns listade i Catalogue of Life.